# Целофизис
Целофизис, или целофиз, или целофис (лат. Coelophysis) — род небольших хищных динозавров подотряда тероподов, живших в позднем триасовом-раннем юрском периодах (около 221.5 — 199.3 миллионов лет назад) на территории нынешней Северной Америки. Типовой вид — Coelophysis bauri.

## Описание

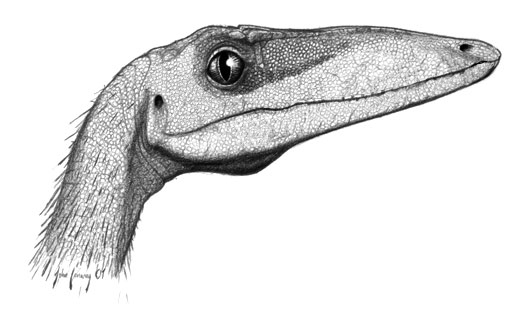
Coelophysis bauri

Размеры целофизиса достигали от 2 до 3 метров в длину и 1,5 метра в высоту. Весил 15—30 килограммов. Своё название, означающее «пустотелая форма», целофизис, имевший полые кости, получил от  палеонтолога Эдварда Копа в 1889 году.
Целофизис обладал очень изящным телом, что, вероятно, свидетельствует о его способности хорошо бегать. Несмотря на то, что он относится к ранним динозаврам, строение его тела уже существенно отличалось от типичного для таких животных, как герреразавр и эораптор. Туловище целофизиса соответствует характерному для тероподов, но грудной пояс показывает некоторые интересные особенности: у Coelophysis bauri была так называемая вилочка (furcula) — самый ранний известный пример у динозавров. Целофизис также обладал четырьмя пальцами на передних конечностях.

## Образ жизни
Целофизисы были опасными хищниками. Они охотились на ящеров крупнее себя и несомненно питались также падалью.

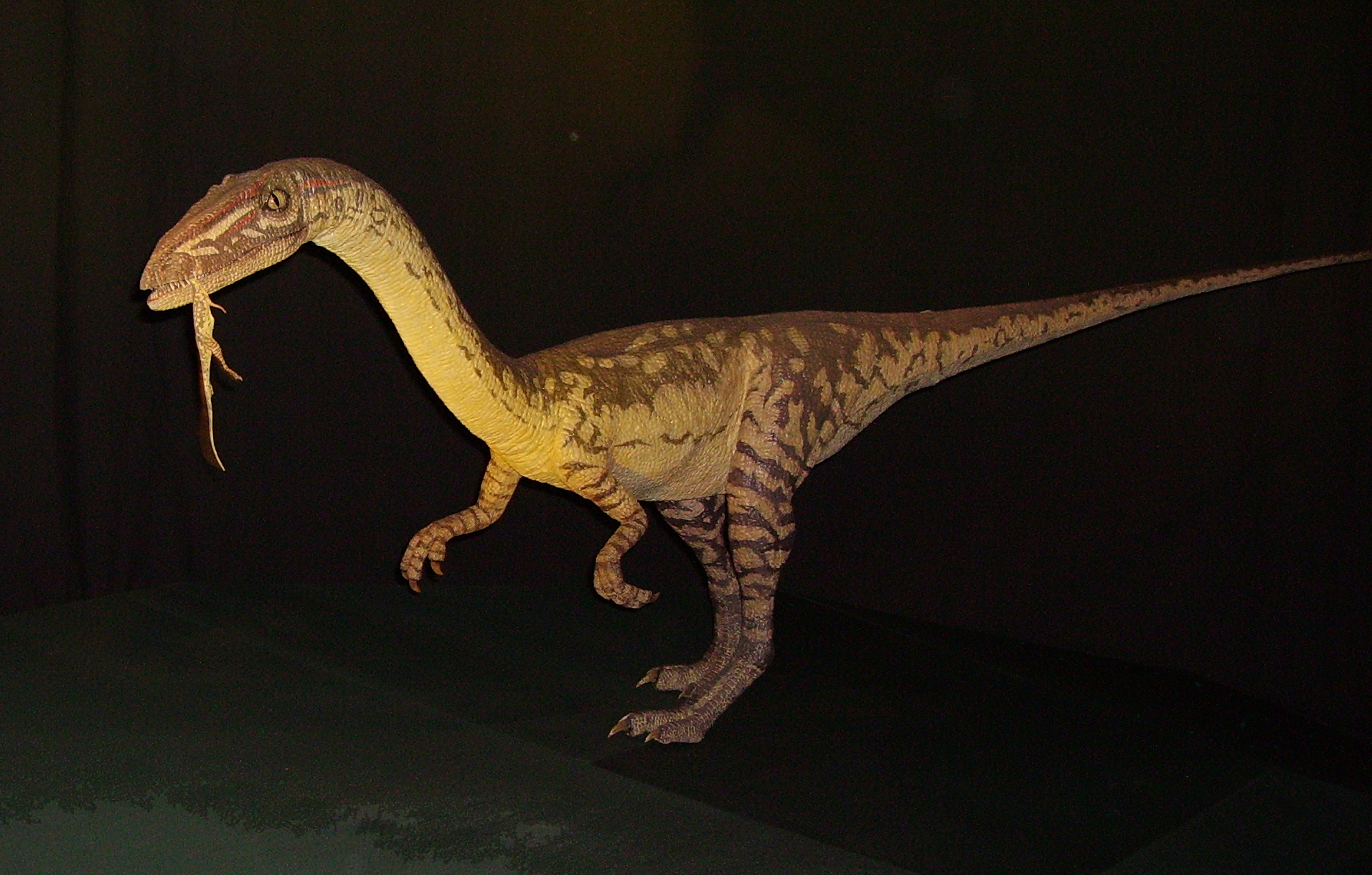
Модель целофизиса, Музей естествознания (Лондон)

До начала 2000-х годов высказывалось предположение, что целофизис был каннибалом, основанное на том, что в Ghost Ranch («Ранчо Призраков» — участок площадью 85 км² в каньоне в Нью-Мексико в США, известный многочисленными окаменелостями) был найден скелет детёныша целофизиса в желудке взрослого динозавра (эта версия нашла отражение в сериале «Прогулки с динозаврами»). Однако Боб Гей в 2002 году высказал мнение, что эти образцы были неверно истолкованы (несколько экземпляров «детёнышей целофизиса» на самом деле являются небольшими рептилиями, такими как Hesperosuchus) и что больше нет никаких доказательств в поддержку каннибализма у целофизиса. Исследование Боба Гея было подтверждено в 2006 году последующими исследованиями Несбитта и его коллег. Новые находки содержимого желудка целофизисов могли бы внести ясность в данный вопрос.

## Классификация
В настоящее время нет никаких сомнений в том, что данный динозавр принадлежит к тероподам. Однако дальнейшее таксономическое положение целофизиса является весьма спорным. Иногда его ставят в инфраотряд Ceratosauria, иногда причисляют к базальным Neotheropoda.